# Brereton (Staffordshire)
Brereton – wieś w Anglii, w hrabstwie Staffordshire, w dystrykcie Cannock Chase. Leży 15 km na południowy wschód od miasta Stafford i 185 km na północny zachód od Londynu. W 2001 miejscowość liczyła 6524 mieszkańców.